# Paracristal
Un paracristal est un matériau dont les atomes présentent une organisation ordonnée sur de courtes distances mais sont dépourvus d'ordre sur de grandes distances dans au moins une direction.
L'ordre d'un matériau est la régularité, mesurée depuis un point donné, avec laquelle sont disposés les atomes par rapport à un réseau cristallin. Dans un matériau monocristallin, tous les atomes peuvent être localisés en fonction d'un réseau cristallin depuis un point unique. En revanche, dans un matériau désordonné comme un liquide ou un solide amorphe, la position de l'atome voisin et, peut-être, de son suivant peut être déterminée à partir d'une origine, mais il devient rapidement impossible de prédire la position des autres atomes à mesure qu'on s'éloigne de l'origine. La distance jusqu'à laquelle il est possible de prédire la position des atomes est appelée longueur de corrélation, notée ξ. Un matériau paracristallin présente une longueur de corrélation intermédiaire entre celle de la matière amorphe et celle des matériaux cristallins.
La structure cristalline des matériaux peut être déterminée par cristallographie aux rayons X et cryo-microscopie électronique, bien que d'autres techniques puissent être nécessaires pour observer la structure complexe des matériaux paracristallins, comme la microscopie électronique de fluctuations combinée à l'analyse de la densité d'états électroniques ainsi qu'à celle des états électroniques et vibratoires. Le Microscope électronique en transmission à balayage peut également permettre la caractérisation de la géométrie et de l'espace réciproque de matériaux paracristallins comme les boîtes quantiques.